# تحقيق الإثبات للأسماء والصفات وحقيقة الجمع بين القدر والشرع (كتاب)
التدمرية: تحقيق الإثبات في الأسماء والصفات وحقيقة الجمع بين القدر والشرع هو كتابٌ من كتب ابن تيمية (661–728 هـ / 1263–1328 م)، يُعد من أشهر رسائله في تقرير عقيدة أهل السنة والجماعة في باب توحيد الأسماء والصفات، إلى جانب عرض مسألة الجمع بين الشرع والقدر. وقد سُمِّيت الرسالة بـ "التدمرية" نسبةً إلى مدينة تدمر التي طُرحت فيها أسئلتها، ودوّنها ابن تيمية جوابًا عنها.

## خلفية الكتاب
جاءت هذه الرسالة استجابةً لأسئلة طُرحت على ابن تيمية في مجلس بمدينة تدمر، تتعلق بإثبات الصفات الإلهية ونفي التشبيه، وبتحقيق التوازن بين القدر الإلهي والتكليف الشرعي. وقد جمع فيها المؤلف بين الدليل العقلي والنقل الشرعي بأسلوب مختصر ومركّز.

## محتوى الكتاب

### إثبات الصفات ونفي التشبيه
يركز ابن تيمية في بداية الرسالة على إثبات صفات الله كما وردت في الكتاب والسنة دون تأويل أو تمثيل أو تعطيل، وفق منهج السلف الصالح، ويرد على مقولات الجهمية والمعتزلة في هذا الباب.

### القواعد السبع الأساسية
عرض المؤلف سبع قواعد لضبط فهم الأسماء والصفات، منها:
- أن ما أثبته الله لنفسه يجب الإيمان به دون تحريف أو تعطيل.
- أن التشابه في الأسماء لا يعني التماثل في الحقيقة.
- التمييز بين المعنى العام اللفظي وبين الكيفية الذاتية لله[4].

### الجمع بين القدر والشرع
في القسم الثاني من الرسالة، يناقش ابن تيمية العلاقة بين القدر الإلهي والشرائع المكلفة، ويوضح أن الإيمان لا يكتمل إلا بالإقرار بالأمرين معًا. ويرى أن تعارضهما هو نتيجة لفهم خاطئ لا لنقص في الشريعة أو خلل في القدر.

## أهمية الكتاب
يُعتبر هذا الكتاب من الرسائل العقدية المهمة التي يُدرّسها طلاب العلم في العقيدة الإسلامية، لما يتميز به من الإيجاز والدقة والوضوح في تقرير منهج أهل السنة في الأسماء والصفات، والرد على المخالفين بالدليل النقلي والعقلي.

## طبعات الكتاب
- طبعة مكتبة العبيكان، بتحقيق: محمد بن عودة السعوي، الطبعة السادسة، 1421هـ.
- طبعة دار طيبة الخضراء، بتحقيق: علي بن بخيت الزهراني، مكة المكرمة، 1444هـ.